# Maîtresse Françoise
Maîtresse Françoise es una escritora y dominatrix francesa, que firma como Annick Foucault. Ejerce como ama de BDSM en París.

## Trayectoria
En 1994 publicó El ama. Memorias de una dominadora, dando a conocer el BDSM al gran público, publicada en Francia por ediciones Gallimard, en la colección Digraphe, dirigida por Jean Ristat. Es el relato autobiográfico de la vida de una mujer, que explicita que las separaciones pueden conducir a elegir prácticas sexuales consideradas por algunos como perversas, y que ella considera manifestaciones de la libertad. Pierre Bourgeade, en el prólogo del libro escribe: «es una libertad en marcha, una libertad inconsciente de ella misma". Según el editor Jean Jacques Pauvert, "se trata de una obra mayor de la literatura erótica de los diez últimos años». La notoriedad de esta obra ha permitido a su autora ser invitada a diversos programas de entrevistas televisivos franceses, y a ser entrevistada acerca del BDSM. Desde 2001 ha rechazado volver a participar en programas televisivos. 
En sus escritos, Maîtresse Françoise trata y lleva al alcance de todos la comprensión del masoquismo, desde un enfoque psicoanalítico y filosófico. Relata sus experiencias sexuales, siguiendo el pensamiento filosófico de Gilles Deleuze. Ha sido elogiada por Charles J. Stivale, profesor estadounidense de filosofía, especialista en la obra de Gilles Deleuze.